# Judy Dempsey
Judy Dempsey (ur. 1956 w Dublinie) – irlandzka dziennikarka i badaczka.

## Życiorys
Ukończyła historię i nauki polityczne w Kolegium Trójcy Świętej w Dublinie.
W latach 80. pracowała w Financial Times, Irish Times, The Economist. Od 1990 do 1992 była korespondentką Financial Times ds. Europy Wschodniej, od 1992 do 1996 w Berlinie, a od 1996 do 2001 kierowała biurem FT w Jerozolimie. Od 2001 korespondentka w Brukseli ds. NATO i rozszerzenia Unii Europejskiej. Pracowała także w International Herald Tribune jako korespondentka w Niemczech i Europie Wschodniej (2004–2011) oraz publicystka (2011–2013). Obecnie senior fellow w Carnegie Europe, w ramach którego m.in. jest redaktorką bloga Strategic Europe.
Jest autorką lub współautorką: The Merkel Phenomenon (Das Phänomen Merkel), Körber-Stiftung Edition, 2013; Developments in Central and East European Politics (Palgrave Macmillan and Duke University Press, 2007); The Soviet Union and Eastern Europe: A Handbook (Frederick Muller Ltd, 1985).
W 2014 odznaczona Krzyżem Oficerskim Orderu Zasługi Rzeczypospolitej Polskiej.